# Lista över borgmästare i Askersund
Detta är en lista över staden Askersunds borgmästare.
När rådhusrätten avvecklades 1947 innebar det att borgmästareämbetet drogs in. I stället för en borgmästare fick Askersund då en kommunalborgmästare.

## Borgmästare i Askersund
Borgmästare i Askersunds stad före 1971.
| Borgmästare          | Ämbetstid  | Ämbetstid | Levnadstid |
| Borgmästare          | Startdatum | Slutdatum | Levnadstid |
| -------------------- | ---------- | --------- | ---------- |
| Anders Nilsson       | 1643       |           |            |
| Sven Jacobsson Svart | 1648       |           | –1665      |
| Olof Reef            | 1683       |           | –1710      |
| Anders Sundblad      | 1743       | 1751      | 1701–1752  |
| Carl Magnus Lönnrot  | 1752       | 1771      | 1720–1771  |
| Conrad Walcke        | 1778       | 1805      | 1736–1805  |
| Jonas Gustaf Hoffman | 1806       | 1831      |            |
| Anders Gothén        | 1832       | 1834      | 1792–1834  |
| Axel Wilhelm Knös    | 1834       | 1870      | 1804–1870  |
| Hugo Waldenström     | 1870       |           | 1833–1901  |
| Magnus Blidberg      | 1902       | 1913      | 1868–      |
| Gunnar Bretzner      | 1913       | 1947      | 1880–1961  |

| Kommunalborgmästare | Ämbetstid  | Ämbetstid | Levnadstid |
| Kommunalborgmästare | Startdatum | Slutdatum | Levnadstid |
| ------------------- | ---------- | --------- | ---------- |
| Viktor Bernhagen    |            |           |            |